# 日羅夫尼察市鎮

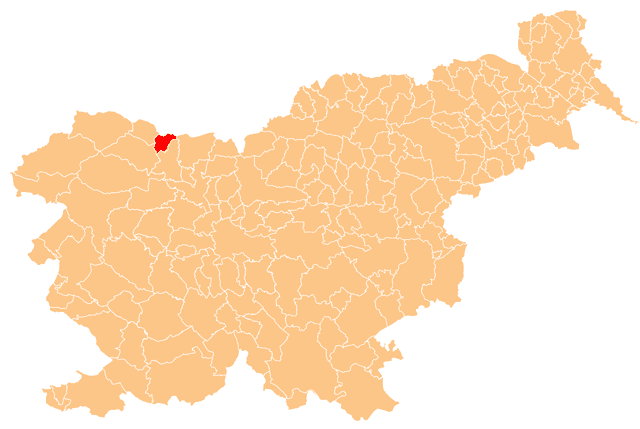
日羅夫尼察市鎮於斯洛維尼亞的位置

日羅夫尼察市鎮是斯洛文尼亞西北部的一个市镇，行政中心为布雷兹尼察。面積42.6平方公里，2002年人口4071。

## 外部連結
- 官方网站  （斯洛文尼亚文）
- Municipality of Žirovnica on Geopedia （页面存档备份，存于）